# Maison d'accueil Jean Bru
La maison d'accueil Jean Bru est un foyer et un refuge pour les mineures et les jeunes femmes victimes d'inceste, créé en 1996 et situé à Agen. Cet établissement est unique en France.

## Histoire
La maison Jean Bru est créée en 1996 par Nicole Bru, une médecin, chercheuse et entrepreneuse des laboratoires Upsa,. Elle accueille initialement des jeunes filles et jeunes femmes victimes d'inceste, âgées de moins de 21 ans.
La  directrice générale de l’association Docteurs Bru, Nathalie Mathieu, a été nommée à la tête de la Commission Inceste en août 2020. Le secrétaire d’État à la protection de l’enfance, Adrien Taquet, visite cet établissement en décembre 2020. 
Début mars 2023, une annexe ouvre pour accueillir des garçons victimes d'inceste.

## Description
C'est une maison d'accueil spécialisée pour les victimes d'inceste. Par son rôle, la maison d'accueil Jean Bru est unique en France. Elle est située à Agen.
Elle est organisée comme une « maison » et non comme une institution : chaque personne accueillie y dispose de sa propre salle de bains et d'une clé, de manière à disposer d'un lieu d'intimité sécurisé. La scolarisation est maintenue à Agen ou dans ses alentours, de même qu'un suivi psychothérapeutique. Il existe des règles, par exemple toute invitation d'une autre personne dans sa propre chambre doit au préalable être approuvée par un éducateur.
Le bâtiment d'accueil, de grande taille, entoure un patio avec un palmier, et propose une salle à manger, des salles d'activités et une salle de télévision. 
La maison Jean-Bru est aussi un lieu de travaux et de recherches, principalement sur l'inceste.